# دانيلا شوشران
دانيلا شوشران (بالإنجليزية: Danielle Chuchran) هي ممثلة أمريكية، ولدت في 9 يونيو 1993 في الولايات المتحدة.

## وصلات خارجية
- دانيلا شوشران على موقع IMDb (الإنجليزية)
- دانيلا شوشران على موقع ألو سيني (الفرنسية)
- دانيلا شوشران على موقع أول موفي (الإنجليزية)
- دانيلا شوشران على موقع قاعدة بيانات الأفلام السويدية (السويدية)
- دانيلا شوشران على موقع قاعدة بيانات الفيلم (الإنجليزية)
- دانيلا شوشران على موقع كينوبويسك (الروسية)